# فريات يمان
فريات يمان (تغرينية : ፍርያት የማነ) (من مواليد الأول من تشرين الأول/أكتوبر 1991) هي ممثلة، مقدمة وعارضة أزياء من إثيوبيا. حقّقت فريات شهرةً على المستوى المحليّ حينما رُشّحت عام 2016 للمنافسة على فئة أفضل ممثلة ضمن جوائز ليزا آرت (بالإنجليزية: Leza Art)‏ وذلك عن أدائها في فيلم ويفي كوميش (بالإنجليزية: Wefe Komech)‏، كما رُشّحت في العام الموالي للمنافسة على فئة أفضل ممثلة ضمن جوائز إثيو زودياك (بالإنجليزية: Ethio Zodiac)‏ وذلك عن أدائها في فيلم مايا (بالإنجليزية: Maya)‏، وحصلت في وقتٍ لاحقٍ على فئة أفضل ممثلة مستقلة ضمن جوائز أفريقيا هوليود (بالإنجليزية: Hollywood Africa)‏ وذلك عن أدائها في فيلم بيجيز (بالإنجليزية: Begize)‏.

## النشأة والتعليم
وُلدت فريات في إثيوبيا وهي ابنة سليمان تيوولد وسيسين. اعتاد والداها الإقامة في جوندر، حيث كانا يعيشانِ كونه يعمل هناك. وُلدت فريات وبقيت في مدينة جوندر حتى عادت العائلة إلى مسقط رأسها في ميكيلي. حصلت فريات على بكالوريوس في إدارة الأعمال من جامعة هواسا، قبل أن تنتقل فيما بعدُ إلى العيشِ في أديس أبابا واستقرّت هناك حيث تعمل وتدير مطعمًا يقدم المأكولات الأجنبية والمحلية.

## المسيرة المهنيّة
بدأت فريات مسيرتها المهنيّة في عالم السينما بدور ثانويّ في فيلم عُنق جودينيا (بالإنجليزية: Gudegna Nech)‏ والذي أثار انتباه الجمهور والنقاد على حدٍ سواء. بدأت في الحادي عشر من أيلول/سبتمبر 2017 تقديم برنامجٍ تلفزيوني على قناة إي بي إس تي في (بالإنجليزية: EBS TV)‏ حيث شاركت في تقديمه مع أسفاو ميشيشا، كما بدأت في وقت لاحق نشاطها التجاري الخاص في قطاع الملابس التقليدية.